# 과학기술위성 2호
과학기술위성 2호(科學技術衛星 2號, 영어: STSAT-2, Science and Technology Satellite)는 대한민국의 100㎏급 저궤도(LEO) 인공위성이다. 대한민국 땅에서 발사된 첫 번째 위성이다. 나로호를 이용하여 두차례 발사를 시도하였으나 모두 실패하였다. 과학기술위성 2호가 실패한 이후 남아있는 대한민국의 100kg급 저궤도(LEO) 인공위성이 없어 짧은 시간 동안 기능이 축소된 나로과학위성을 나로호 3차 발사에 이용했다.

## 개요
과학 실험 및 천체 관측 용도로 개발비 130억원을 들여 제작하였으며, 임무를 위해 복합소재 태양전지판과 듀얼헤드 별센서, 펄스형 플라스마 추력기 등의 장비를 갖추고 있다.

### 2A와 2B
과학기술위성은 2A위성과 2B위성으로 제작되었는데, 태양전지판의 성능 비교를 위해 2A에는 대한민국 이외의 국가에서 만들어진 태양전지판을, 2B에는 대한민국에서 만들어진 태양전지판을 달았을 뿐 기술적으로는 동일한 쌍둥이 위성이다.

## 연혁
- 2005년 말 발사 예정이었으나, 발사체 KSLV-1의 개발이 지연되어 2007년 말로 연기되었으며, 2008년 말로 다시 연기되었다.
- 2008년 8월 : KSLV-1의 하단부 개발이 지연되어 2009년 2분기로 발사를 연기하였다.
- 2009년 2월 : KSLV-I의 1단 로켓이 러시아에서 오지 않아 발사를 연기하였다.
- 2009년 8월 19일 : 2A호가 나로호에 실려 발사될 예정이었으나, 소프트웨어 결함으로 발사 7분 56초 전 발사가 취소되었다.
- 2009년 8월 25일 : 2A호가 나로호에 실려 발사되었으나, 페어링 분리 실패로 궤도 진입에 실패하여 대기권에서 소멸하였다.
- 2010년 6월 10일 : 17시 1분에 2B호가 나로호에 실려 발사되었으나, 이륙 137.19초만에 폭발해 통신이 두절되면서 실패하였다.[2]

## 같이 보기
- 나로호
- 나로과학위성